# Čad
 Ovo je glavno značenje pojma Čad. Za istoimeno jezero pogledajte Čad (jezero).
Čad je država u središnjoj Africi bez izlaza na more. Graniči s Libijom na sjeveru, Sudanom na istoku, Srednjoafričkom Republikom na jugu, Kamerunom na jugozapadu te Nigerijom i Nigerom na zapadu. Čad ima površinu od 1.284.000 km2 na kojoj živi 18.000.000 stanovnika (procjena 2022.)
Zemlja je donedavno bila među najsiromašnijima na svijetu, dijelom i zbog dugotrajnog građanskog rata etničko-vjerskih frakcija (na sjeveru je glavna religija islam, a na jugu kršćanstvo i animizam, iako su međusobno sukobljavale i pojedine sjeverne frakcije). U 2004. započelo se s izvozom sirove nafte, što bi u budućnosti moglo donijeti značajno povećanje nacionalnog bogatstva. BDP je u 2004. bio 1.600 USD po stanovniku, mjereno po PPP-u, s povećanjem od 38% u odnosu na 2003. Prvi predsjednik bio je Francois Tombalbaye.

## Povijest
U 7. tisućljeću pr. Kr. klimatski uvjeti pogodovali su naseljavanju prvih ljudi u području današnjeg sjevernog Čada i populacije se područja znatno povećala. Zbog toga se u Čadu nalaze neke od najpoznatijih arheoloških nalazišta. Prva poznata civilizacija u tom području je bila kultura Sao, koju je zamijenilo Carstvo Kanema, prvo i najduže carstvo u čadskom dijelu pojasu Sahela potkraj prvog tisućljeća. Snaga Kanema i ostalih carstva nakon njega, proizlazila je iz kontrole saharskih trgovačkih puteva u regiji.
Francuska kolonijalna ekspanzija dovela je do potpune kontrole nad područjem do 1920. i priključivanja područja koloniji Francuska Ekvatorijalna Afrika. Francuska vlast Čad je tretirala kao nevažan izvor nestručne radne snage i sirovog pamuka, te je vladala neučinkovito, pa čak u sjevernom dijelu zemlje vlast je bila samo nominalno.
Poslije drugog svjetskog rata Čad je dobio status francuskih prekomorskih teritorija, a neovisnost je stekao 11. kolovoza 1960.g.
Prvi predsjednik je bio François Tombalbaye koji je nakon dvije godine na vlasti zabranio sve oporbene stranke, a njegova autokratska vlast dovela je do građanskog rata 1965. g. Tombalbaye je svrgnut s vlasti i ubijen 1975.g. ali su se sukobi i dalje nastavili.
Godine 1979. pobunjeničke snage osvojile su glavni grad, došlo je do raspada središnje vlasti, te su se brojne vojne frakcija borile za vlast, svaka upravljajući svojim dijelom države. To je dovelo do kolapsa francuskog utjecaja na državu, što je Libija iskoristila kao priliku za uključivanje u sukob. Libijsku vojsku na području Čada iskoristio je Hissène Habré, ujedinivši frkacije protiv zajedničkog neprijatelja, pobijedio, osvojio vlast i uveo diktaturu u kojoj je prema procjenama ubijeno 40.000 ljudi. S vlasti ga je svrgnuo general Idriss Déby 1990. godine. Déby je pokušao pomiriti brojne zaraćene frakcije i ponovno uveo višestranačje. Referendumom 1996. usvojene je novi ustav, na izborima za predsjednik je pobijedio Déby, a nakon pet godina osvojio i drugi mandat. Godina 2003. počela je eksploatacija nafte, što je dalo nadu u bolju budućnost Čada. Međutim izbio je novi građanski rat nakon što je Deby izmijenio ustav kako bi mogao dobiti i treći predsjednički mandat. Deby je pobijedio na izborima 2006. koje je oporba bojkotirala.

## Politička podjela
Od veljače 2008. Čad je podijeljen u 22 regije. Svakom regijom upravlja guverner kojeg imenuje predsjednik Čada. Regije su:
1. Barh El Gazel
2. Batha
3. Borkou
4. Chari-Baguirmi
5. Ennedi
6. Guéra
7. Hadjer-Lamis
8. Kanem
9. Lac
10. Logone Occidental
11. Logone Oriental
12. Mandoul
13. Mayo-Kebbi Est
14. Mayo-Kebbi Ouest
15. Moyen-Chari
16. Ouaddaï
17. Salamat
18. Sila
19. Tandjilé
20. Tibesti
21. Wadi Fira
22. N'Djamena

## Gospodarstvo
Bruto domaći proizvod Čada iznosi 29 milijardi dolara, tj. 2.445 dolara po glavi stanovnika. 
Riječ o zemlji čije je gospodarstvo zaostalo čak i u usporedbi s drugim zemljama subsaharske Afrike. Slaba prometna povezanost zemlje bez izlaza na more, u susjedstvu drugih slabo razvijenih zemalja, s preko 90 posto stanovništva bez pristupa električnoj energiji, bez velikih prihoda od eksploatacije prirodnih bogatstava (oko 60% izvoza čini nafta, ali je riječ o ipak relativno malom prihodu od cca 1,5 milijardi USD godišnje), uz neučinkovit državni aparat i s nedovoljnim brojem kvalificirane radne snage - ne daju za sada neku perspektivu za značajnu modernizaciju zemlje koja živi od ekstenzivne poljoprivrede.
Oko pola stanovništva živi u siromaštvu, među kojima ima mnogo onih koji su neuhranjeni: 2010. godine se bilježi neuhranjenost kod 16 posto djece, među kojima je 6,3 posto djece patilo od akutne teške neuhranjenosti.
Preko 80% stanovnika Čada živi od poljoprivrede; obrađuje se krajevi u kojima je moguća poljoprivreda, koji su okruženi prostranim pustinjskim područjima. Uzgoj biljaka i domaćih životinja ovisi značajno o klimi, gdje se zadnjih desetljeća bilježe sve veće suše i širenje pustinja. Bilježi se ipak da je Čad drugi najveći izvoznik arapske gume i najveći izvoznik sezamovog sjemena u svijetu, te se bilježe stanoviti pomaci u metodama prikupljanja vode za navodnjavanje, sadnji kultura kojima se sprječava širenje pustinje, podizanju modernih klaonica i hladnjača, te nabavi poljoprivredne mehanizacije.
Danas je pamuk primarni izvozni proizvod, dok strane naftne kompanije (ranije američke, u najnovije vrijeme kineske) ulažu sredstva - koja su značajna imajući u vidu skroman volumen gospodarstva Čada - u istraživanje naftnih rezervi, te izgradnju prateće industrije i infrastrukture. Državni vrh polaže velike nade u gradnju kapaciteta za preradu nafte i plina.
Zbog dugogodišnjeg građanskog rata godine 1987. u Čadu je bilo asfaltirano samo 30 km cesta, dok je do 2004. taj broj povećan na 550 km (u zemlji koja se prostire 1.765 km na pravcu sjever-jug, i 1.030 km od istočne do sjeverne granice). Jedina međunarodna zračna luka nalazi se u glavnom gradu po kojem je i dobila ime - Zračna luka N'Djamena.  
Svega 8,83 posto (2016.) stanovnika ima pristup električnoj energiji. Postoji vrlo mali broj fiksnih telefonskih linija i 3 mreže koje nastoje u vrlo prostranoj zemlji osigurati usluge mobilne telefonije. Od 2012. godine je zemlja napokon povezana s međunarodnim telekomunikacijskim sustavom također i zemaljskog vezom ("žicom"), ali još uvijek ne sa sposobnostima korištenja širokopojasnog interneta.
Čad kao zakonsko sredstvo plaćanja koristi CFA franak, zajedno s još 12 bivših francuskih kolonija u Africi. 

## Stanovništvo
U Čadu nalazimo oko 200 različiti etničkih grupa, te iako je kolonijalna i samostalna vlast pokušala nametnuti nacionalni identitet, za većinu stanovnika Čad lokalna i regionalna zajednica najvažniji je utjecaj nakon najbliže rodbine.
Službeni jezici su francuski (jezik državnog aparata) i arapski, kojim govori oko milijun stanovnika, najviše u središnjim dijelovima Čada. Svega oko 1/3 stanovništva je pismeno, a opredjeljenje da se djeca školuju još nije općeprihvaćeno: kod djece u dobi do 14 godina, približno jedna polovica radi  - mahom poslove u poljoprivredi, poput skupljanja ogrjevnog drva i čuvanja stoke - a preostala polovica je uključena u školovanje.
Prema procjenama iz 2005. 25,8% stanovnika Čada živi u urbanim područjuma, dok 74,8% u ruralnim područjima. Stanovnišvo Čada je mlado, procjenjuje se da je 47.3% stanovnika mlađe od 15 godina, očekivana životna dob je 47,2 godine. Stanovništvo je nejednako raspoređeno, na sjeveru zemlje gustoća naseljenosti je 0,1/km2, dok polovica stanovištva živi u južnoj petini područja države. Urbani život je ograničen na glavni grad, ostala veća naselja su Sarh, Moundou, Abéché i Doba koja su manje urbana od glavnog grada ali ga ubrzano sustižu.
Poligamija je česta, te oko 40% žena živi u takvoj zajednici, iako zakon zabranjuje takvu zajednicu. Često je i nasilje nad ženama posebice skaćenje ženskih spolnih organa koje je zabranjeno, ali je duboko uvriježeno u tradiciji, te se smatra da oko 45% žena u Čadu su podvrgnute ovom postupku.
Prema popisu iz 1993.g. u Čadu 54% stanovika su muslimani, 20% rimokatolici, 14% protestanti, 10% animisti i 3% ateisti. Većina mulsimana Čada slijede sufizam (lokalni naziv Tijaniyah), a najviše naseljavaju sjeverne i istočne dijelove Čada. Kršćanstvo su u Čad doveli Francuzi, a kršćani žive najviše na jugu zemlje.
Najpopularniji sport u Čad je nogomet, a mnogi od nogometaša nastupaju u francuskim klubovima. Uz nogomet popularni su košarka i hrvanje. 